# Hof Armada

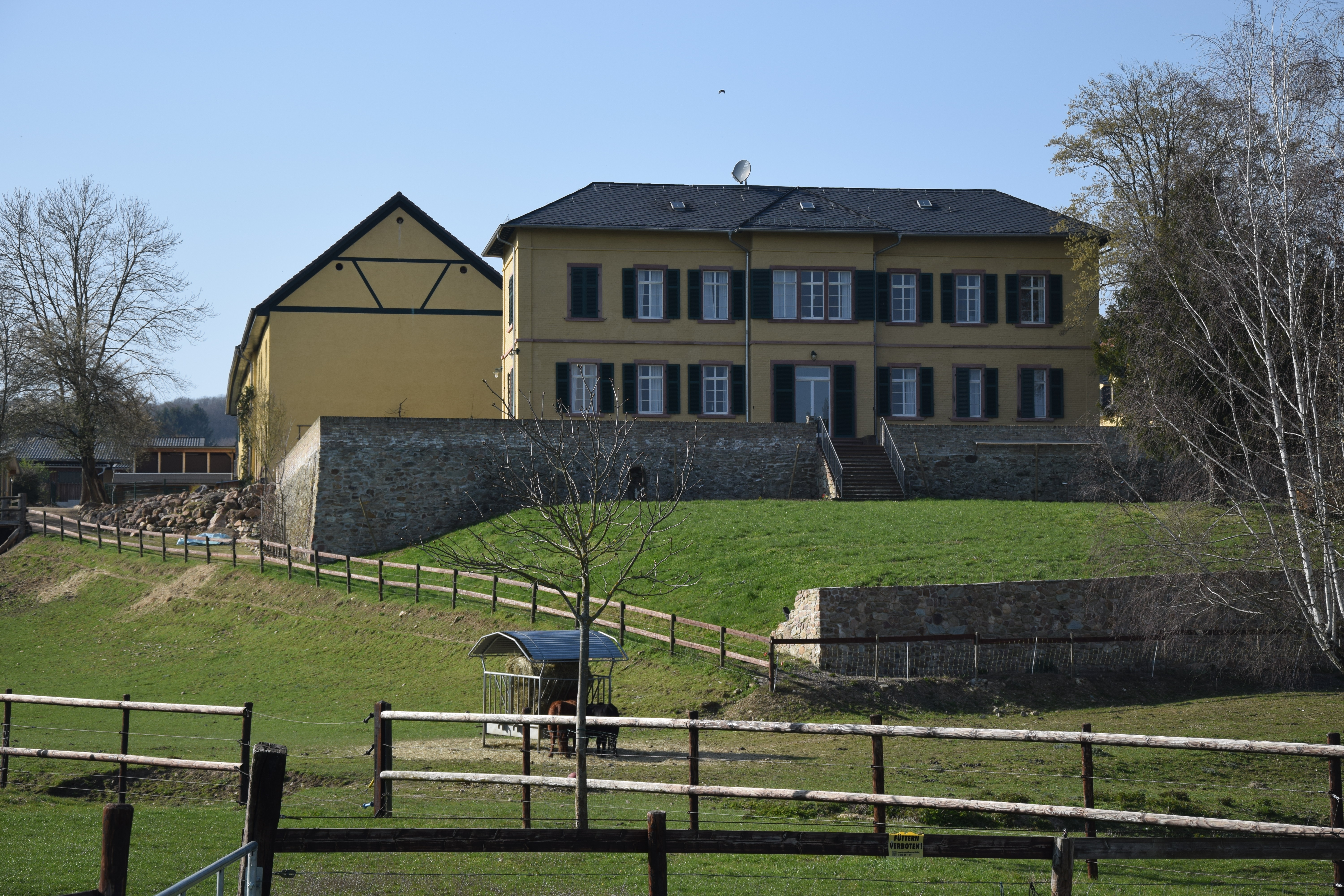
Hof Armada von Südost

Der Hof Armada ist ein ehemaliger Wehrhof und heutiger Pferdestall und Lernbauernhof in Wiesbaden-Frauenstein. Er ist nach dem hessischen Denkmalschutzgesetz als Kulturdenkmal geschützt.

## Lage

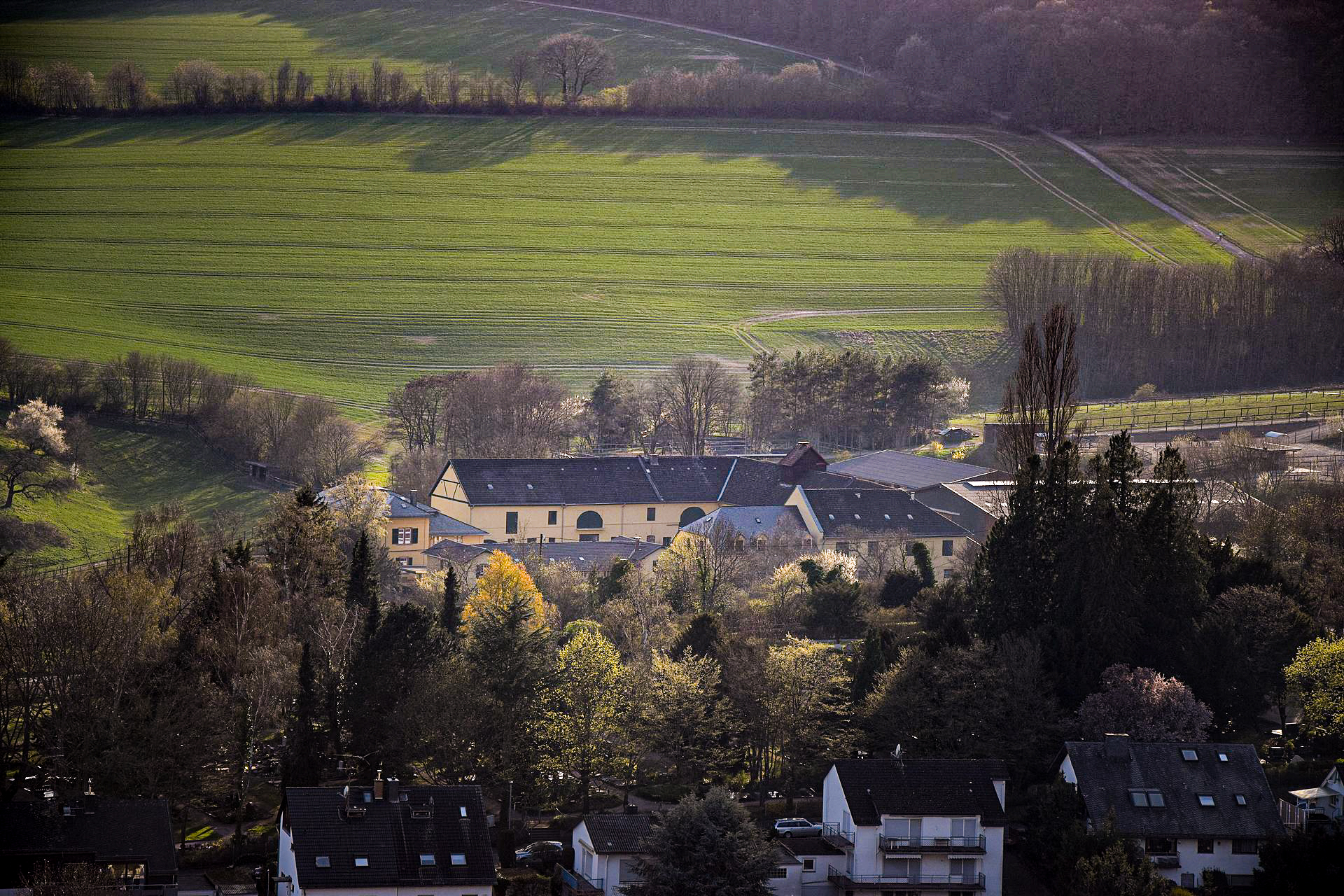
Blick vom Goethestein

Der Hof Armada liegt auf 161 m Höhe südwestlich des Wiesbadener Stadtteils Frauenstein und südlich von Schloss Sommerberg in Hessen, Deutschland. Er befindet sich unterhalb des Naturschutzgebiets Sommerberg bei Frauenstein und oberhalb des Grorother Hofs im Tal des Erlenbachs, der als Lindenbach in den Schiersteiner Hafen mündet. Westlich des Hofs verläuft die Grenze zur Nachbargemeinde Walluf.

## Gebäude und Anlagen

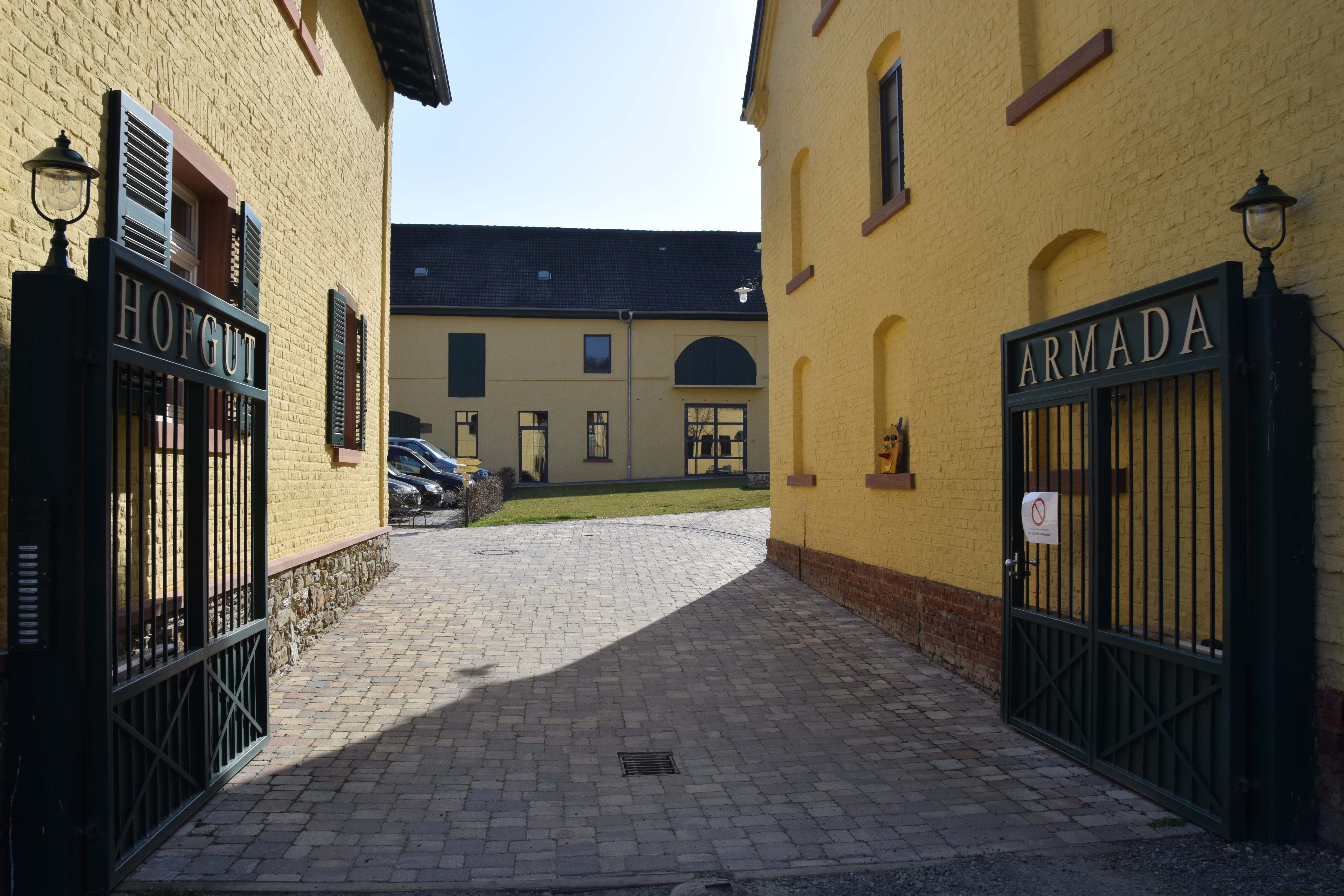
Einfahrt zum Hof mit Schriftzug auf dem Tor

Die Gebäude sind um einen Innenhof gruppiert. Das 1856 erbaute, im Südosten gelegene Haupthaus mit einem Walmdach besitzt sieben Fensterachsen und einen Mittelrisalit mit einem Eingang, der über eine Treppe zu den Tierweiden und einen kleinen See am Erlenbach führt. 
Das südwestliche Gebäude diente vor dem Umbau 2011 als Pferdestall. Dazu kommen Wirtschaftsgebäude von 1839 sowie moderne Neubauten.

## Geschichte

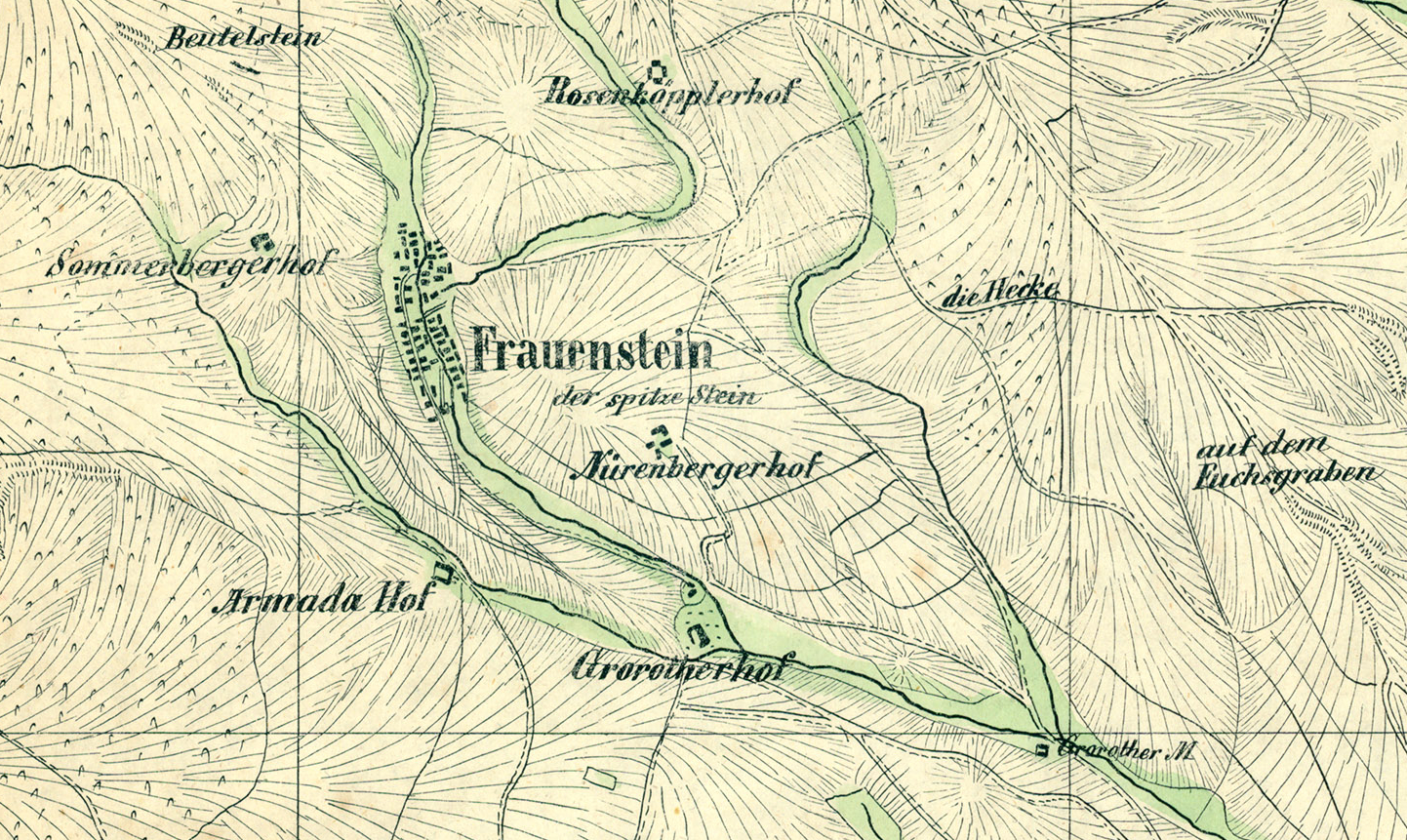
Lage der Wehrhöfe rund um Frauenstein, 1819

Der Hof stammt wohl aus dem 12. Jahrhundert. Um das Jahr 1300 verkauften die überschuldeten Ritter von Frauenstein die Burg Frauenstein und Teile des Dorfes an das Mainzer Erzstift. Dadurch drohte das Haus Nassau seinen Einfluss über das Gebiet zu verlieren. Um ihre benachbarten Ländereien zu sichern, errichteten die Grafen von Nassau in den folgenden Jahrhunderten die Wehrhöfe Armada, Groroth, Nürnberg, Rosenköppel und Sommerberg rund um Frauenstein. Der Hof Armada wurde 1317 als „zur Armen Ruen“ (im Sinne von Ruhe) erwähnt. Der Ritter Sifrid (Siegfried) von Lindau baute 1341 eine Kapelle „zom Armode“ zur Ehre der heiligen Catharine. In den Lehensbüchern von 1427 wird er als Turm zum Armudt bezeichnet und diente als Rittersitz des Adelsgeschlechts von Lindau von Nassau. Noch für 1594 sind Prozessionen und Bittfahrten aus dem Mainzer Gebiet hierhin bekannt. Die Kapelle wurde im Dreißigjährigen Krieg zerstört und der Hof war eine Ruine. Die von Lindau verkauften ihn 1678 an Kurfürst Damian Hartard von der Leyen, der ihn für sich und seine Erben des gräflichen Hauses von der Leyen nutzte. 1787 gehörte es zum Vizedomamt Rheingau. 1818 wurde der Hof mit dem Grorother Hof zusammengelegt und an Valentin Kindlinger verkauft. 1832 wurden die Gebäude durch Brand zerstört.
Im Jahr 1839 kauften die Herzöge von Nassau das Gelände und bauten einen Wehrhof auf. 1856 wurde das jetzige Hauptgebäude erbaut. Als das Herzogtum Nassau 1866 preußisch wurde, ging der Hof an Preußen über und wurde Staatsdomäne. Im Deutsch-Französischen Krieg waren zeitweise sächsische Soldaten dort einquartiert. Ferdinand Luthmer schreibt 1914 in seiner Beschreibung der Baudenkmäler, der Hof sei „leider vollständig erneuert“. Nach dem Ersten Weltkrieg wurde der Hof 1919 Teil des Mainzer Brückenkopfs der alliierten Rheinlandbesetzung. 1929 verließ die französische Besatzungsmacht den Hof und die Provinz Hessen-Nassau übernahm das Gut. 2011 erwarb Harald Knettenbrech den Hof und begann mit Bau- und Restaurierungsarbeiten. Seit 2018 dient der 24 Hektar große Hof als Pferdepension, Herberge und Lernbauernhof im Rahmen des hessischen Projekts Bauernhof als Klassenzimmer. Das neue Logo wurde mit dem German Design Award ausgezeichnet.